# Mitsubishi Space Star

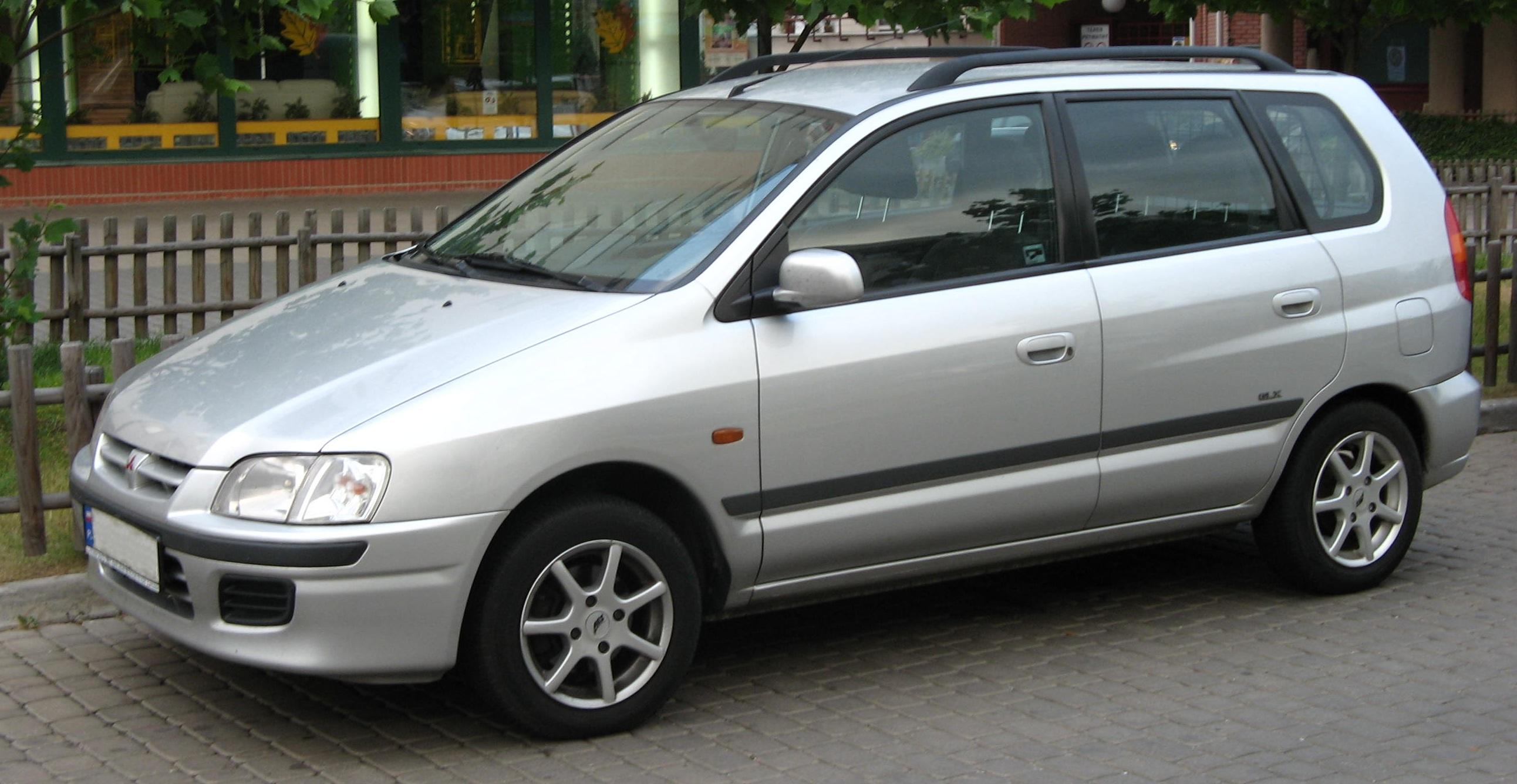
Mitsubishi Space Star (1998-2002)

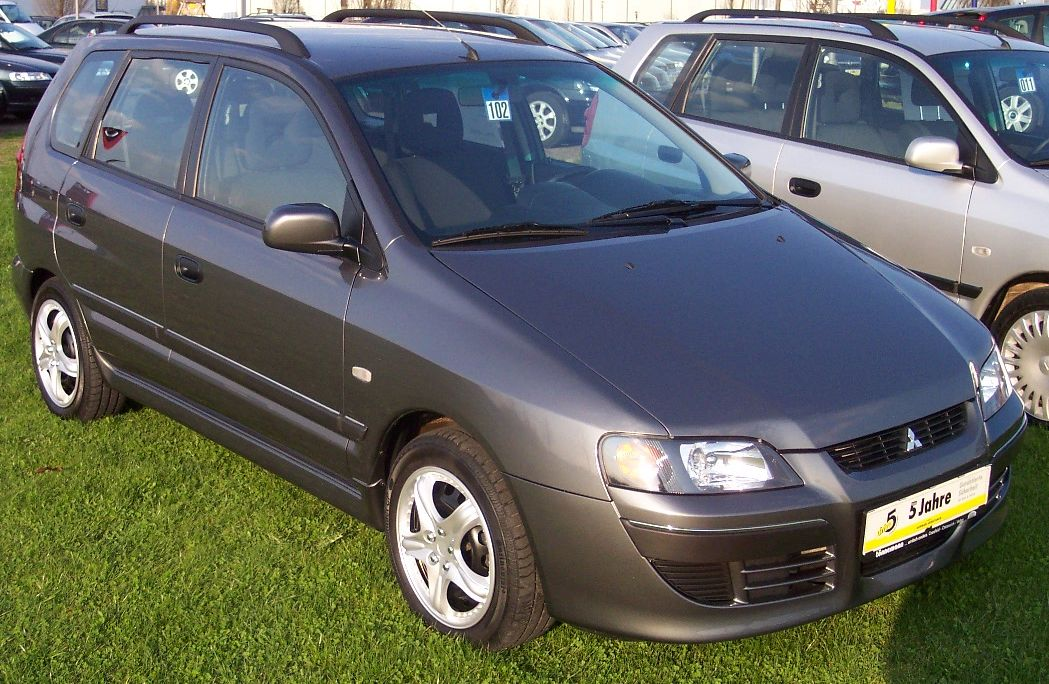
Mitsubishi Space Star (2002-2005)

Mitsubishi Space Star har använts på två vitt skilda personbilar byggda av Mitsubishi för Europeiska marknader. Den första modellen var en mini-MPV byggd i Holland från 1998 tills 2005. Den var utvecklad i och för Europa och byggdes bara här; exporten utanför Europas gränser var i det närmaste obefintlig. Den andra generationen är det Europeiska namnet på Mitsubishi Mirage, och har använts här (samt i Singapore) sedan 2012.

## Första generationen (MPV)
är en mini-MPV som presenterades 1998 då den ersatte Space Runner. 
Modellen var främst ämnad för den europeiska marknaden och tillverkades i nederländska Born, i samma fabrik som Mitsubishi Carisma och Volvo S40/Volvo V40. Space Star delade också många tekniska komponenter med dessa. Precis som sin föregångare Space Runner fanns modellen endast i ett karosseri som femdörrars halvkombi, men till skillnad från denna var de bakre inte skjutdörrar. Motorerna som erbjöds var fyra till antalet; tre bensinmotorer med 1,3 till 1,8 liters slagvolym och en dieseldriven motor på 1,9 liter som tagits fram i samarbete med Renault.
Space Star genomgick en ansiktslyftning 2002, vilket resulterade i nya färg- och fälgalternativ, nya strålkastare och ett nytt baklyktearrangemang. Den exporterades inte mycket utanför Europa, men den gick att få i Nya Zeeland under 2002 och 2003 som "Mitsubishi Mirage Space Star." Modellen slutade tillverkas 2005 och har hittills inte fått någon direkt ersättare.

## Andra generationen (Mirage)

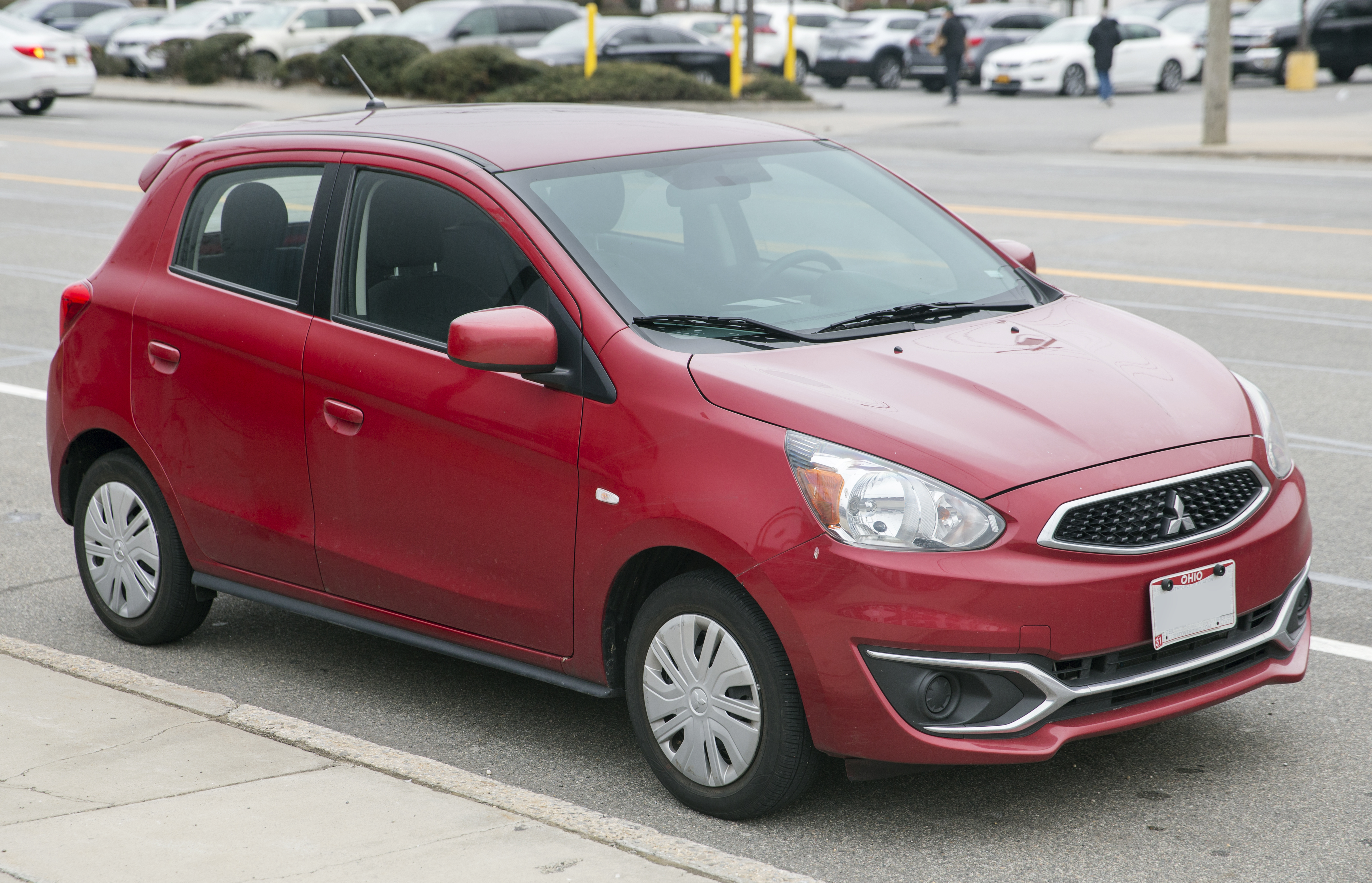
Mitsubishi Mirage/Space Star

Den Thailandbyggda småbilen Mitsubishi Mirage har sedan 2012 sålts i Europa som Mitsubishi Space Star. Den bär samma namn i Singapore. Den nya Space Star har trecylindriga motorer på 1.0 eller 1.2 liter. I Europa säljs den oftast som femdörrars halvkombi, men i många andra länder finns det också en fyradörrars sedanvariant. Sedanmodellen har också sålts i Österrike, Schweiz, Belgien, och Luxemburg.
Sedanvarianten säljs också under namnen Mitsubishi Attrage och Mirage G4, och i Mexiko som Dodge Attitude. Bilen byggs också i Filippinerna, där den är en storsäljare.